# FX Movie Channel
 FX Movie Channel   (hay  'FXM' ) là kênh phim truyện của Hoa Kỳ sở hữu bởi FX Network, LLC.,công ty con của 21st Century Fox. Kênh liên quan đến FX

## Lịch sử
FX Movie Channel ra mắt vào ngày 31 tháng 10 năm 1994 (kênh này ban đầu có tên là fXM:Movies from Fox và sau này là Fox Movie Channel).Kênh này tập trung vào các bộ phim điện ảnh từ thư viện phim 20th Century Fox từ những năm 1930 đến những  1970 và có phát sóng Phim của một số hãng phim khác.
Vào ngày 1 tháng 1 năm 2012, chương trình của kênh Fox Movie Channel được chia thành hai khối 12 giờ: lịch trình lập trình chính, từ 03:00 am đến 3:00 pm  Eastern Time, là một khối thương mại-miễn phí giữ lại những bộ phim cũ của thư viện 20th Century Fox. Một khối khác, từ 3:00 pm đến 3:00 a.m Eastern Time và phiên bản được hỗ trợ rộng rãi bởi nhà quảng cáo, đã đưa ra một loạt các phim mới của Fox và một số hãng phim khác, được nhắm mục tiêu đến khán giả từ 12 đến 49 tuổi.

FXM Retro logo used since ngày 9 tháng 6 năm 2014.

Vào ngày 27 tháng 3 năm 2013, Fox Entertainment Group tuyên bố rằng Fox Movie Channel sẽ được đổi tên thành FXM. (FX Movie Channel trở thành thương hiệu chính cho kênh vào tháng 9 năm 2013; khối phim cổ điển vẫn giữ tên Fox Movie Channel cho đến ngày 9 tháng 6 năm 2014 khi khối được đổi tên thành  FXM Retro ).